# Герб Лондонського Сіті
Герб Лондонського Сіті — офіційний геральдичний символ Лондонського Сіті, частини столиці Великої Британії Лондона.

## Опис та символізм
Герб Лондона є геральдичним щитом традиційної англійської форми, основне поле якого забарвлено срібним кольором. Щит розділено на 4 рівнозначні частини прямим Георгіївським хрестом червоного кольору. У горішній лівій частині на срібному тлі розміщено червоний меч (що повторює зовнішній вигляд офіційного лондонського прапора).
Георгіївський хрест вважається символом не тільки самого міста, але й усієї Англії, оскільки Георгій Змієборець є її небесним покровителем. Є версія, що саме Британія була батьківщиною цього християнського мученика та полководця.
Це зображення використовувалось як символ міста вже у XIII столітті. Великий герб Лондона з'явився у своєму сучасному виконанні (зі щитотримачами й девізною стрічкою) вже у XVI–XVII століттях. До середини XIX століття на гербі також зображалась Московська шапка. 
Щитотримачами виступають дві міфічні істоти срібного кольору — дракони, фігури яких дзеркально відображені. Язики драконів і хрести на їхніх крилах — червоного кольору.
Герб увінчує срібний лицарський шолом із закритим золотим забралом, вкритий наметом, бурелетом, з якого виходить клейнод у вигляді розкритого крила дракона.
У долішній частині герба розташовано фігурно вигнуту девізну стрічку срібного кольору з виконаним на ній девізом латиною чорного кольору: «DOMINE DIRIGE NOS» (укр. БОГ ВЕДЕ НАС).